# Atea (divinité)
Pour les articles homonymes, voir Atea.
Atea est une divinité dans plusieurs cultures polynésiennes, notamment aux Marquises, aux Tuamotu et en Nouvelle-Zélande,,.

## Dans la mythologie des îles Marquises
Dans la mythologie des îles Marquises, Atea est le donneur de lumière. Dans une légende, Atea et Tāne sont frères, fils de Toho. Une autre tradition raconte qu'Atea (en tant que lumière) évolue lui-même, puis donne naissance à Ono. En unissant leurs forces, ils brisent l'obscurité sans limites du monde souterrain (Po), où Tanaoa, seigneur des ténèbres, et Mutu-hei (le silence) ont vécu pour l'éternité. Atea et Ono font la guerre à Tanaoa et Mutu-hei et les défont. Ils confinent les dieux de la nuit dans des limites définies. De la lutte surgit Atanua (en), l'aube. Atea épouse ensuite Atanua, et ont comme enfants les dieux mineurs et l'humanité,.
Selon Elsdon Best (en), Tanaoa est le dieu des Ténèbres, il est lié à l'obscurité, au chaos et à la confusion. Des ténèbres est né Atea, dieu de la Lumière et de l'ordre, avec qui Tanaoa lutte en permanence. On connaît un chant du mythe de la création marquisien contenant de nombreuses références à Tanaoa et Atea.

## Dans la mythologie des Îles Tuamotu
Dans la mythologie des îles Tuamotu, le premier fils d'Atea et Tāne, Tahu, meurt de faim et les deux dieux échangent leurs sexes. Plus tard, Atea tente de kidnapper Tāne, mais celui-ci s'échappe sur Terre et finit par avoir tellement faim qu'il mange un homme, devenant ainsi le premier cannibale. Tāne déclare la guerre à Atea et le tue avec les éclairs de Fatu-tiri, son ancêtre,,.

## Dans la mythologie maorie de Nouvelle-Zélande
Dans son The History of Mankind (1896), Friedrich Ratzel a relaté la croyance Māori selon laquelle la création commençait par la nuit, puis, après d'innombrables périodes, le désir s'éveillait, suivi de l'envie, puis du sentiment. La pensée a suivi la première impulsion de la vie, ou le premier souffle, et la pensée a donné naissance à l'activité mentale. C'est alors que surgit le désir, orienté vers le mystère sacré ou la grande énigme de la vie. Plus tard, à partir du pouvoir matériel de procréation de l'amour, se développe l'attachement à l'existence, imprégné d'un sens joyeux du plaisir. Enfin, Atea, l'univers, flotte dans l'espace, divisé par la différence de sexe en Rangi et Papa, le Ciel et la Terre, et les créations individuelles commencent alors,.